# Älvsborgs municipalsamhälle
För andra betydelser, se Älvsborg (olika betydelser).
Älvsborgs municipalsamhälle bildades den 1 januari 1922 i Västra Frölunda landskommun genom sammanslagning av municipalsamhällena Långedrag och Hagen, vilka bildats 1907 respektive 1910, jämte angränsande delar av kommunen. Municipalsamhället upplöstes den 1 januari 1945 och införlivades tillsammans med Västra Frölunda landskommun i Göteborgs stad.